# Mediodactylus
Mediodactylus es un género de gecos de la familia Gekkonidae. Sus especies se distribuyen por Medio Oriente, Europa meridional, y centro y sur de Asia. 

## Especies
Se reconocen las siguientes 13 especies:
- Mediodactylus amictopholis (Hoofien, 1967)
- Mediodactylus aspratilis (Anderson, 1973)
- Mediodactylus bartoni (Stepánek, 1934)
- Mediodactylus brachykolon Krysko, Rehman & Auffenberg, 2007
- Mediodactylus danilewskii (Strauch, 1887)
- Mediodactylus heterocercus (Blanford, 1874)
- Mediodactylus heteropholis (Minton, Anderson & Anderson, 1970)
- Mediodactylus ilamensis (Fathinia, Karamiani, Darvishnia, Heidari & Rastegar-Pouyani, 2011)
- Mediodactylus kotschyi (Steindachner, 1870)
- Mediodactylus narynensis (Jerjomtschenko, Zarinenko & Panfilow, 1999)
- Mediodactylus oertzeni (Boettger, 1888)
- Mediodactylus orientalis (Stepánek, 1937)
- Mediodactylus russowii (Strauch, 1887)
- Mediodactylus sagittifer (Nikolsky, 1900)
- Mediodactylus spinicauda (Strauch, 1887)
- Mediodactylus stevenandersoni (Torki, 2011)
- Mediodactylus walli (Ingoldby, 1922)